# Die Elster auf dem Galgen
Die Elster auf dem Galgen ist ein Gemälde Pieter Bruegels des Älteren und entstand vermutlich 1568. Das 45,9 cm × 50,8 cm große Ölbild gehört zur Sammlung des Hessischen Landesmuseums in Darmstadt.

## Das Gemälde

### Inhalt

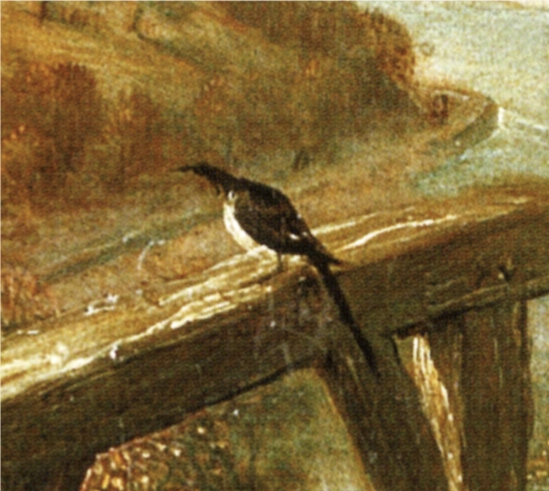
Die namensgebende Elster

Der Betrachter blickt von oben auf eine erhöhte Waldlichtung mit Galgen und tanzenden Bauern. Ein Dudelsackspieler musiziert, dahinter steigen Leute herauf und ganz vorne links verrichtet ein Mann seine Notdurft. Auf dem Balken eines Galgens sitzt eine Elster, eine zweite an dessen Fuß. In der rechten Bildhälfte liegt im Vordergrund ein Tierschädel, dahinter steht ein Kreuz neben einem Backsteinhaufen und weiter unten eine Wassermühle. Dann öffnet sich der Blick in die Ferne auf einen gewundenen Fluss, Berge, eine Burg und eine Stadt.

### Aufbau
Der Vordergrund ist in dunklen Brauntönen gehalten, der Mittelgrund in Grün, im fernen Hintergrund überwiegen Blautöne. Damit erhöht der Maler den Eindruck der Tiefenwirkung. Zusätzlich unterstützend wirken die Abstufungen der Farbdichte. Das auffälligste Bildelement ist der Galgen in der Mitte, der den Vordergrund in zwei gleiche Hälften teilt. Menschen finden sich nur in der linken Hälfte, die Elster am Galgenbalken besetzt genau das Bildzentrum. Markant sind auch die nahezu miteinander verschlungen scheinenden Bäume in der linken Bildhälfte, ein Motiv, wie es auch schon in Bruegels früher Zeichnung Waldlandschaft mit spielenden Bären (1554) erscheint.

### Deutung
Der auf dem Ort des Schädels (Golgota) errichtete Galgen ist eine schiefe Konstruktion. Wären die tragenden Hölzer gerade, ergäbe sich eine sogenannte unmögliche Figur, die es in Wirklichkeit so nicht geben kann; während die beiden Pfosten eher quer nebeneinander zu stehen scheinen, weist der Balken mit der Elster eher längs schräg nach hinten. Dieses Hinrichtungsgerät wirkt auf die ausgelassen tanzende Gesellschaft offenbar kaum bedrohlich. Sowohl der Mann in der Ecke wie auch ein von hinten gezeigter Hund stellen das sprichwörtliche auf oder an den Galgen Scheißen dar, also die Missachtung von Tod und Obrigkeit.
Häufig für Bruegels Werke sind politische Interpretationen. So wird dieses Bild mit Herzog Alba (Álvarez de Toledo) in Verbindung gebracht, der 1567 in den Niederlanden eintraf. Im Auftrag Philipps II. sollte er als Generalstatthalter den religiösen und politischen Aufruhr niederschlagen. 1566 waren in einem sechstägigen Bildersturm durch Calvinisten mehr als vierhundert Kirchen verwüstet worden. Mit diesem Ansatz stünde der Galgen für die Todesstrafe, wie sie den Prädikanten, Predigern der neuen evangelischen Lehre, drohte. Auf verbotene Gottesdienste unter freiem Himmel, die sogenannten Heckenpredigten, spielt wohl Bruegels Bild Die Predigt Johannes des Täufers (1566) an.

### Datierung
Gewöhnlich wird das Bild in das vorletzte Lebensjahr Bruegels datiert, vor allem wegen der als 1568 gelesenen Datierung. Nach seinem Biografen Carel van Mander habe er das Gemälde seiner Frau vermacht, mit der Bemerkung, die Elstern stünden für Klatschbasen, die er an den Galgen wünsche. Außerdem habe er von ihr eine Reihe allzu satirischer Zeichnungen verbrennen lassen, um seiner Familie nicht zu schaden, was ein Bezug zu Albas Regime wäre, das sich auf Denunziation stützte. Das kleine Format und die steile Überschaulandschaft lassen jedoch auch eine Einordnung in Bruegels Frühwerk der 1550er Jahre zu.  Im späteren Werk verzichtete er oftmals auf die Überschaulandschaft und malte stattdessen eher großformatige Figuren, wie in der Bauernhochzeit, dem Hochzeitstanz im Freien (1566) oder den Krüppeln von 1568.